# Buddhistiska tempel

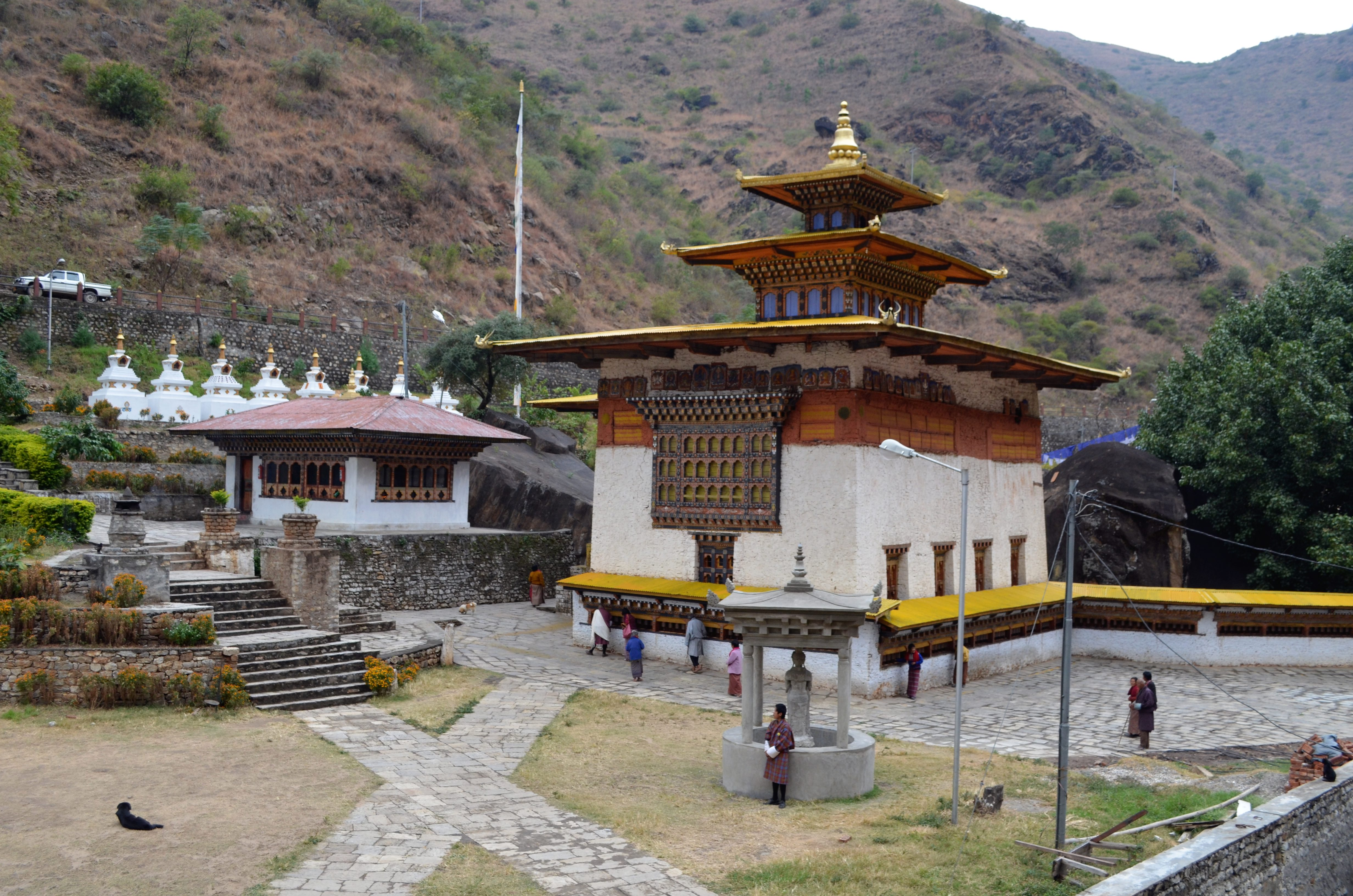
Gomphuk Khora-templet i Bhutan.

Buddhistiska tempel är tempel byggda för religionsutövning av buddhister.

## Korea
I Korea kallas buddhistiska tempel för Jeol (절) eller Sachal (사찰) och finns oftast i bergen. Buddhister besöker mest dessa tempel på Buddhas födelsedag.